# Виноградов, Вячеслав Тимофеевич
Вячеслав Тимофеевич Виноградов (12 июня 1930 года — 11 мая 2008 года) — советский военный моряк-подводник, участник самого дальнего в истории ВМФ подводного перехода. Герой Советского Союза (23.05.1966). Капитан 1-го ранга (13.10.1967).

## Биография
Родился 12 июня 1930 года на станции Медведево Бологовского района Боровичского округа Ленинградской (ныне Тверской) области в семье железнодорожника. Русский. Учился в 56-й и 55-й средних школах на станции Медведево. В 1945 году поступил в Ленинградское подготовительное военно-морское училище.
В Военно-Морском Флоте с 1948 года. В 1952 году окончил 1-е Балтийское высшее военно-морское училище. Член КПСС с 1957 года.
С октября 1952 года проходил службу командиром торпедной группы подводной лодки «С-56» бригады подводных лодок Северного флота, с июля 1953 — командиром минно-торпедной боевой части подводной лодки «С-168» бригады учебных и строящихся кораблей Каспийской военной флотилии. В августе-сентябре 1954 года корабль завершил постройку и был переведён на Северный флот, где вместе с ним продолжил службу и В. Виноградов. В ноябре 1954 года стал помощником командира этого корабля. С января 1956 года служил старшим помощником командира подводной лодки «С-346» Балтийского флота, на которой в мае-июне 1957 года совершил переход на Северный флот.
В 1958 году окончил Высшие специальные офицерские классы ВМФ и в сентябре того же года был назначен командиром 154-го экипажа Северного флота, а в декабре — командиром подводной лодки «С-349» Северного флота.
В июле 1964 года как один из способных и грамотных офицеров был назначен командиром строящейся крейсерской атомной подводной лодки «К-116». В октябре 1965 года корабль вступил в строй, в ноябре включён в боевой состав флота.
В составе тактической группы подводные лодки «К-116» (командир — капитан 2-го ранга Виноградов В. Т.) и «К-133» (командир — капитан 2-го ранга Столяров Л. Н.) с 1 февраля по 26 марта 1966 года впервые в истории советского ВМФ совершили трансокеанский переход с Северного флота на Тихоокеанский флот вокруг Южной Америки проливом Дрейка. Этот уникальный переход возглавлял командующий 1-й флотилией подводных лодок Северного флота контр-адмирал Сорокин А. И., чей походный штаб размещался на борту «К-116».
В походе материальная часть работала устойчиво. «К-116» прошла 19682,5 мили, из них в подводном положении 19607,7 мили.
Указом Президиума Верховного Совета СССР от 23 мая 1966 года за успешное выполнение специального задания и проявленные при этом мужество и отвагу гвардии капитану 2 ранга Виноградову Вячеславу Тимофеевичу присвоено звание Героя Советского Союза с вручением ордена Ленина и медали «Золотая Звезда» (№ 11249).
Атомная подводная лодка «К-116» в апреле 1966 года удостоена гвардейского звания.
С прибытием на Тихоокеанский флот продолжил службу на той же подводной лодке, зачисленной в состав дивизии подводных лодок Камчатской военной флотилии. В августе 1966 года его направили учиться в академию.
В 1969 году окончил Военно-морскую академию. По окончании академии служил в штабах Тихоокеанского флота: с сентября 1969 — заместитель начальника 1-го отдела Оперативного управления штаба, с апреля 1970 — старший помощник начальника штаба по оперативной части и боевой подготовке оперативной эскадры кораблей, с октября 1971 — начальник штаба — заместитель командира отдельной бригады строящихся ПЛ ТОФ. С ноября 1974 года — командир Учебного отряда подводного плавания Тихоокеанского флота.
В ноябре 1975 года назначен на должность заместителя начальника Тихоокеанского высшего военно-морского училища имени С. О. Макарова. С апреля 1979 по сентябрь 1982 года — советник начальника Военно-морского училища в Социалистической Республике Вьетнам. С ноября 1982 года — начальник тыла — заместитель командующего Камчатской военной флотилии по тылу. 
В марте 1986 года уволен в запас.
Награждён орденами Ленина (1966), «За службу Родине в Вооружённых Силах СССР» 3-й степени, медалями, орденом Социалистической Республики Вьетнам «За военные заслуги» 3-й степени (1982).
После выхода в отставку жил во Владивостоке. Умер 11 мая 2008 года, похоронен на Морском кладбище Владивостока.